# تاتيانا غريغورييفا
تاتيانا غريغورييفا (بالإنجليزية: Tatiana Grigorieva) و (الروسية: Татьяна Григорьева) وهي قافزة زانة روسية المولد والأصل وأسترالية الجنسية ولدت في يوم 8 أكتوبر 1975 في مدينة لينينغراد في الإتحاد السوفييتي وقد حققت الميدالية الفضية في أولمبياد سيدني 2000 وحققت الميدالية البرونزية في بطولة العالم لألعاب القوى 1999 في إشبيلية في إسبانيا وفازت بالميدالية الذهبية في ألعاب الكومنولث 2002 في مانشستر في المملكة المتحدة.

## روابط خارجية
- تاتيانا غريغورييفا على موقع الاتحاد الدولي لألعاب القوى (الإنجليزية)
- تاتيانا غريغورييفا على موقع النتائج التاريخية لألعاب القوى الأسترالية (الإنجليزية)
- تاتيانا غريغورييفا على موقع أوليمبيديا (الإنجليزية)
- تاتيانا غريغورييفا على موقع اللجنة الأولمبية الأسترالية (الإنجليزية)
- تاتيانا غريغورييفا على موقع اتحاد ألعاب الكومنولث (مؤرشف) (الإنجليزية)
- تاتيانا غريغورييفا على موقع دورة ألعاب الكومنولث 2006 (مؤرشف) (الإنجليزية)